# کن آرمسترانگ
کنث آرمسترانگ (به انگلیسی: Kenneth Armstrong) (زاده ۳ ژوئن ۱۹۲۴ - درگذشته ۱۳ ژوئن ۱۹۸۴ ) بازیکن فوتبال اهل انگلستان بود که سابقهٔ بازی در تیم ملی فوتبال انگلستان را در کارنامهٔ خود دارد. وی در تاریخ ۲ آوریل ۱۹۵۵ تنها بازی ملی خود را در مقابل تیم ملی فوتبال اسکاتلند انجام داد.